# Aerodynamische Divergenz
Die aerodynamische Divergenz ist ein Vorgang der Aeroelastizität, bei der Tragwerk oder Leitwerk eines Flugzeuges durch den Luftstrom tordiert wird.
Überschreiten diese Torsionskräfte ihren zulässigen Wert, kommt es zum Bruch des Bauteils. Dieses Geschehen tritt bei Erreichen der kritischen Divergenzgeschwindigkeit auf. Diese muss über der maximal möglichen Geschwindigkeit liegen oder die zulässige Geschwindigkeit des Flugzeuges muss eingeschränkt werden.